# Gabrina
Gabrina è un personaggio femminile dell' Orlando furioso di Ludovico Ariosto. Tra tutte le donne presenti nel poema è la più anziana e indubbiamente quella più malvagia, essendo anche in grado di praticare la magia nera.

## Il personaggio
Già dalla sua prima apparizione Gabrina si presenta sotto una luce fosca, conferitale dal ruolo di complice dei malandrini che tengono prigioniera Isabella. Quest'ultima viene liberata da Orlando, che fa strage dei suoi carcerieri, ma Gabrina riesce a salvarsi. L'anziana donna incontra poi Marfisa, che la aiuta a guadare un fiume. Subito dopo viene provocata da Pinabello e dalla dama di costui; Marfisa sfida a duello il maganzese e dopo averlo sconfitto toglie le vesti alla dama per darle a Gabrina. Successivamente si imbattono in Zerbino, il principe scozzese innamorato di Isabella; Gabrina, che di ciò è al corrente, inizia a tramare contro Zerbino. Questi scopre un segreto su Gabrina: la donna in passato aveva perpetrato l'uccisione del marito Argeo servendosi dell'ingenuo amante Filandro. Nonostante il principe cerchi di fermarla, Gabrina fa in modo che Zerbino venga accusato dell'omicidio di Pinabello, morto in realtà per mano di Bradamante; ma l'intervento di Orlando, che dimostra l'innocenza di Zerbino, determina la fuga a cavallo della fattucchiera. L'animale in seguito perde il morso ad opera di Mandricardo, e divenuto incontrollabile riporta Gabrina proprio da Zerbino, che avuta la vecchia in suo potere decide di punirla insieme al traditore Odorico, costringendo entrambi a vagare insieme per il mondo. La forzata convivenza si rivela sempre più difficile nel tempo e Gabrina finirà per essere impiccata da Odorico.
La figura di Gabrina è probabilmente ispirata a una fattucchiera realmente esistita, la ferrarese Gabrina degli Albeti, vissuta nella seconda metà del Trecento e processata per vari crimini. 